# دردار كوريتاني
دردار كوريتاني (الاسم العلمي:Ulmus coritana) هو نوع نباتي يتبع جنس الدردار من فصيلة الدردارية.